# 鷲峰禅寺
鷲峰禅寺（しゅうほうぜんじ）は、中華人民共和国江蘇省南京市秦淮区白鷺洲公園にある仏教寺院。

## 歴史
鷲峰禅寺は明の天順5年（1461年）に建立された。唐の名僧の鷲峰を記念して名付けられた。
1993年より後、地元政府は寺院を修復する。

## 伽藍
天王殿、鐘楼、鼓楼、大雄宝殿、毘盧殿、観音殿、蔵経殿、仏堂、方丈